# Марин Будечевић
Марин Будечевић (14. век — 15. век) био је дубровачки сликар.

## Биографија
Марин Будечевић је познат као сликар завеса. Спомиње се између 1426. и 1434. заједно са сликарима Радашином Јунчићем и Божидаром Николиним при процени завесе коју је насликао дубровачки сликар Тома Прекутуровић.